# عباس کریمی (شناگر)
عباس کریمی شناگر اهل افغانستان است. او که به‌طور مادرزادی از داشتن هر دو دست محروم است، به‌تازگی در مسابقات بین‌المللی شنا در ترکیه برای اولین بار توانست به نمایندگی از افغانستان شرکت کند. در این مسابقه شناگران معلول از ۳۵ کشور جهان شرکت کرده بودند و عباس در آن مدال طلا و عنوان قهرمانی را کسب کرد.

او در پی سرخوردگی از کمیتهٔ ملی المپیک افغانستان، راهی مهاجرت شد و اکنون در ترکیه و در انتظار رسیدگی به درخواست پناهندگیش به سر می‌برد. او ۱۴ سال سن دارد.
عباس کریمی عضو تیم ملی شنای معلولان افغانستان، به تازگی مقام دوم اس ۵ شنای پروانه ۵۰ متر را در رقابت‌های جهانی پاراشنای ۲۰۱۷ بدست آورد و به مدال طلای این مسابقات رسید. این رقابت‌ها که در ایالت کلورادو اسپرینگ آمریکا برگزار شده بود، عباس توانست مدال طلا بگیرد و در بخش رقابت‌های شنای پروانه و آزاد نیز دو مدال نقره را بدست آورد. (1)

## زندگی شخصی
کریمی در کابل، افغانستان به دنیا آمد و از بدو تولد دستی نداشت. .  خانواده او از مردمان هزاره هستند و پدرش در سال ۲۰۱۹ درگذشت.  کریمی در سن ۱۶ سالگی برای فرار از دست طالبان از افغانستان گریخت. در سال ۲۰۳، با سفر از ایران و کوه‌های زاگرس، به یک اردوگاه پناهندگان در ترکیه رسید. او در چهار کمپ مختلف پناهندگان در ترکیه زندگی می‌کرد. در سال ۲۰۱۶، کریمی پس از کمک یک معلم آمریکایی و کمیساریای عالی سازمان ملل متحد برای پناهندگان، به پورتلند، اورگان، ایالات متحده آمریکا نقل مکان کرد. در سال ۲۰۱۹، او به فورت لادردیل، فلوریدا نقل مکان کرد.

## حرفه
کریمی در سن ۱۲ سالگی به کیک بوکسینگ روی آورد.  در سن ۱۳ سالگی، شنا را آغاز کرد.  اولین مسابقه رقابتی او مسابقات قهرمانی ملی افغانستان بود که برنده شد.  او در حالی که در ترکیه پناهنده بود، دو قهرمانی ملی،  و در مجموع ۱۵ مدال کسب کرد.  او در زمان حضور در اردوگاه‌های پناهندگان ترکیه نتوانست در مسابقات بین‌المللی شرکت کند، زیرا مدارک صحیحی برای سفر نداشت. 
کریمی در رقابت‌های جهانی پارا شنای ۲۰۱۷ در ماده ۵۰ متر شنای پروانه با دسته‌بندی اس ۵ مدال نقره گرفت. او اولین ورزشکار پناهنده بود که در  رقابت‌های پاراشنای جهان مدال گرفت. در همان رقابت‌ها، او همچنین در کرال پشت اس ۵ به مقام ششم دست یافت. در سال ۲۰۱۸، او در رقابت‌های ۵۰ متر شنای آزاد در رقابت‌های قهرمانی ملی شنای پارالمپیک ایالات متحده برنده شد. در مسابقات جهانی پارا شنای ۲۰۱۹، او در شنای پروانه ۵۰ متر مقام ششم را گرفت. در طول همه گیری کوید-۱۹، او برای چندین ماه قادر به شنا نبود، زیرا همه استخرهای شنا بسته بودند.
کریمی در سال ۲۰۲۱ در مسابقات پارالمپیک آمریکا در شنای ۵۰ متر پروانه، کرال پشت و شنای آزاد شرکت کرد. در آوریل ۲۰۲۱، او برنده رقابت‌های جهانی پارا شنای سری ۵۰ متر اس ۵ پروانه، در تگزاس، ایالات متحده شد. در ژوئن، او در تیم پارالمپیک پناهندگان برای پارالمپیک تابستانی ۲۰۲۰ با تاخیر قرار گرفت. کریمی و آلیا عیسی پرچمداران تیم پارالمپیک پناهندگان در مراسم افتتاحیه بازی‌ها بودند. او در شنای ۵۰ متر پروانه اس ۵ شرکت کرد، جایی که او برای فینال واجد شرایط شد، و در مجموع به مقام هشتم دست یافت. او همچنین در شنای ۵۰ متر کرال پشت اس ۵ شرکت کرد.